# Philippe Garrel

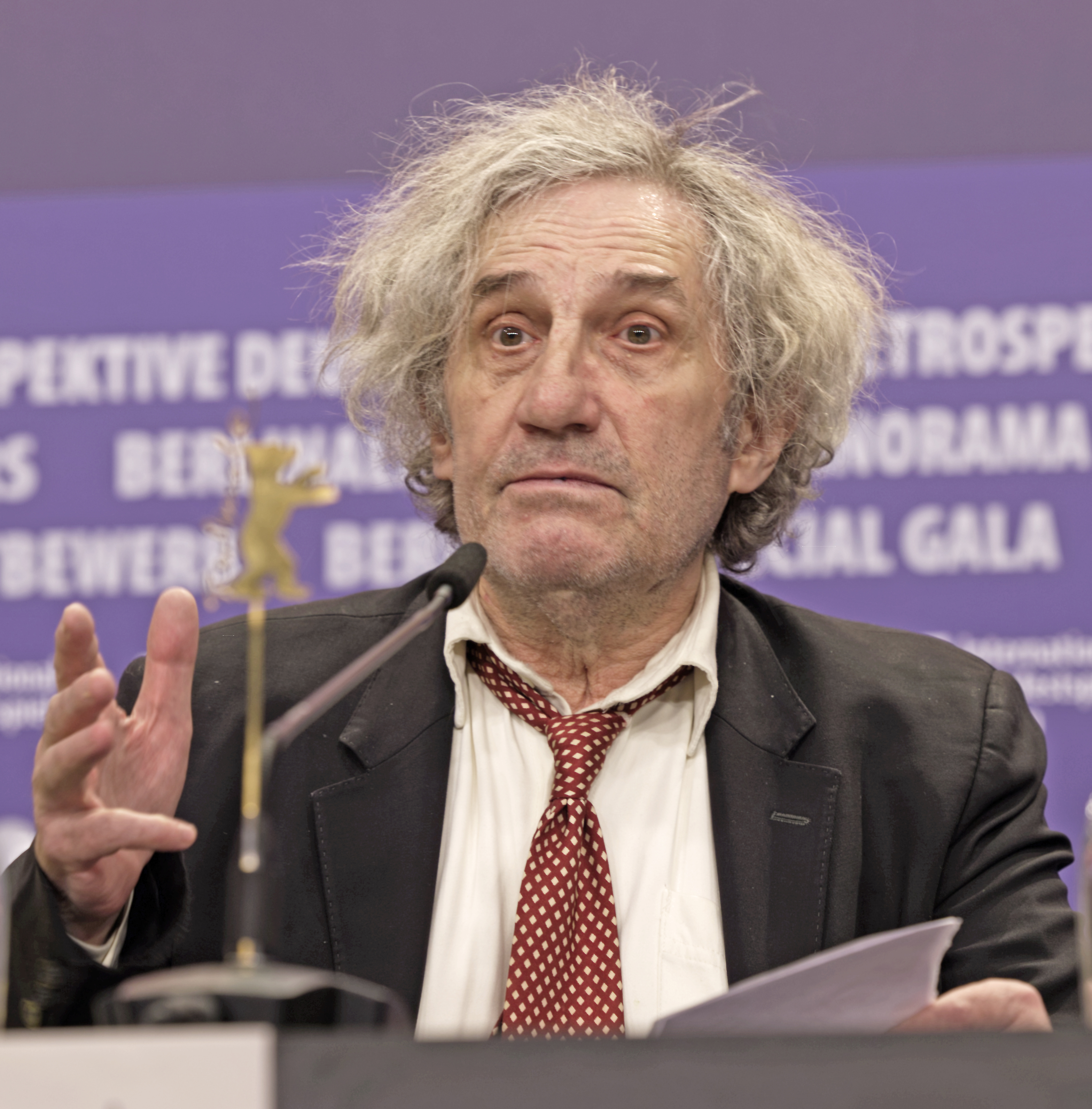
Philippe Garrel bei der Berlinale 2023

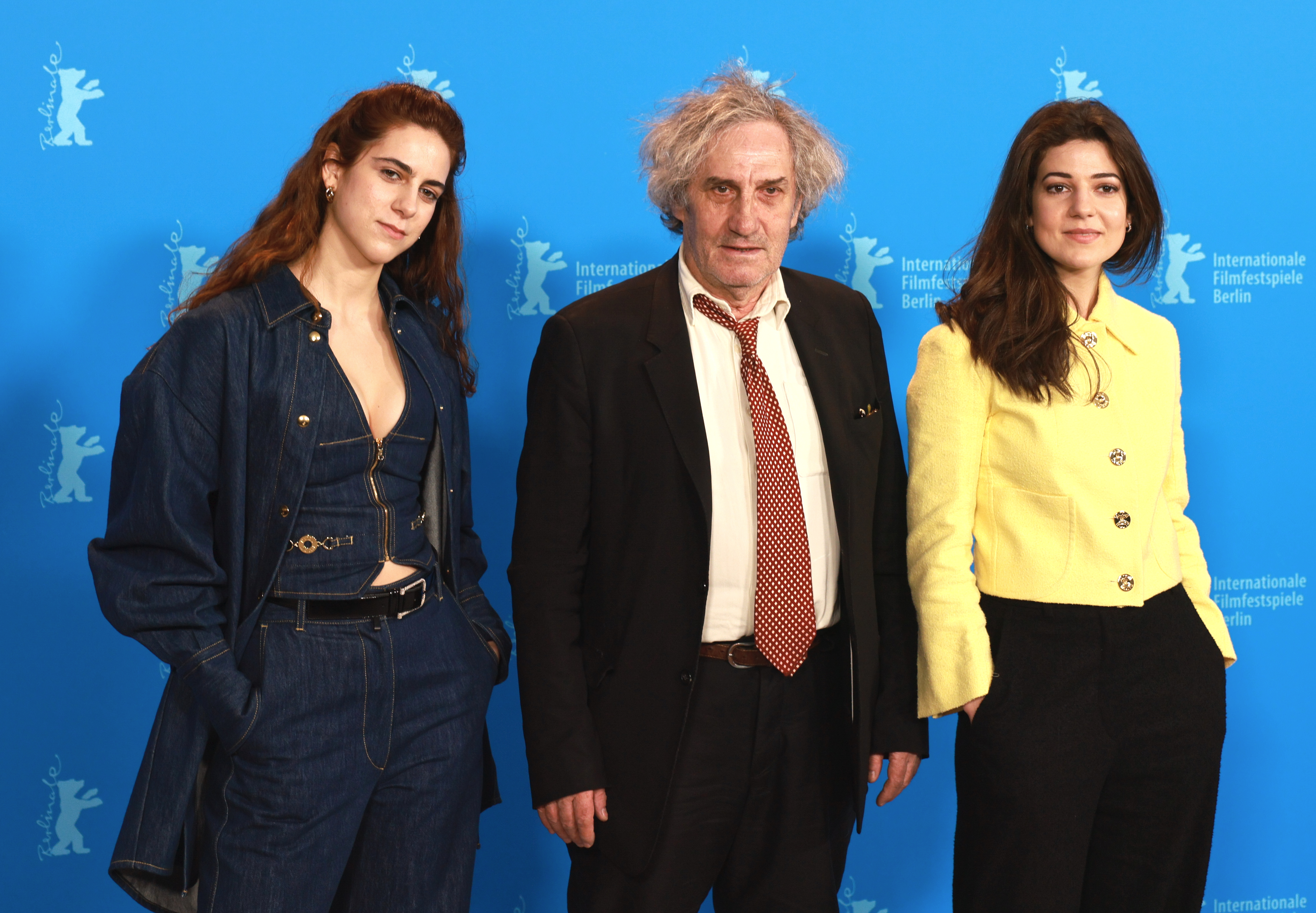
Der Regisseur mit seinen Töchtern Esther (re.) und Lena (li.) bei der Berlinale 2023

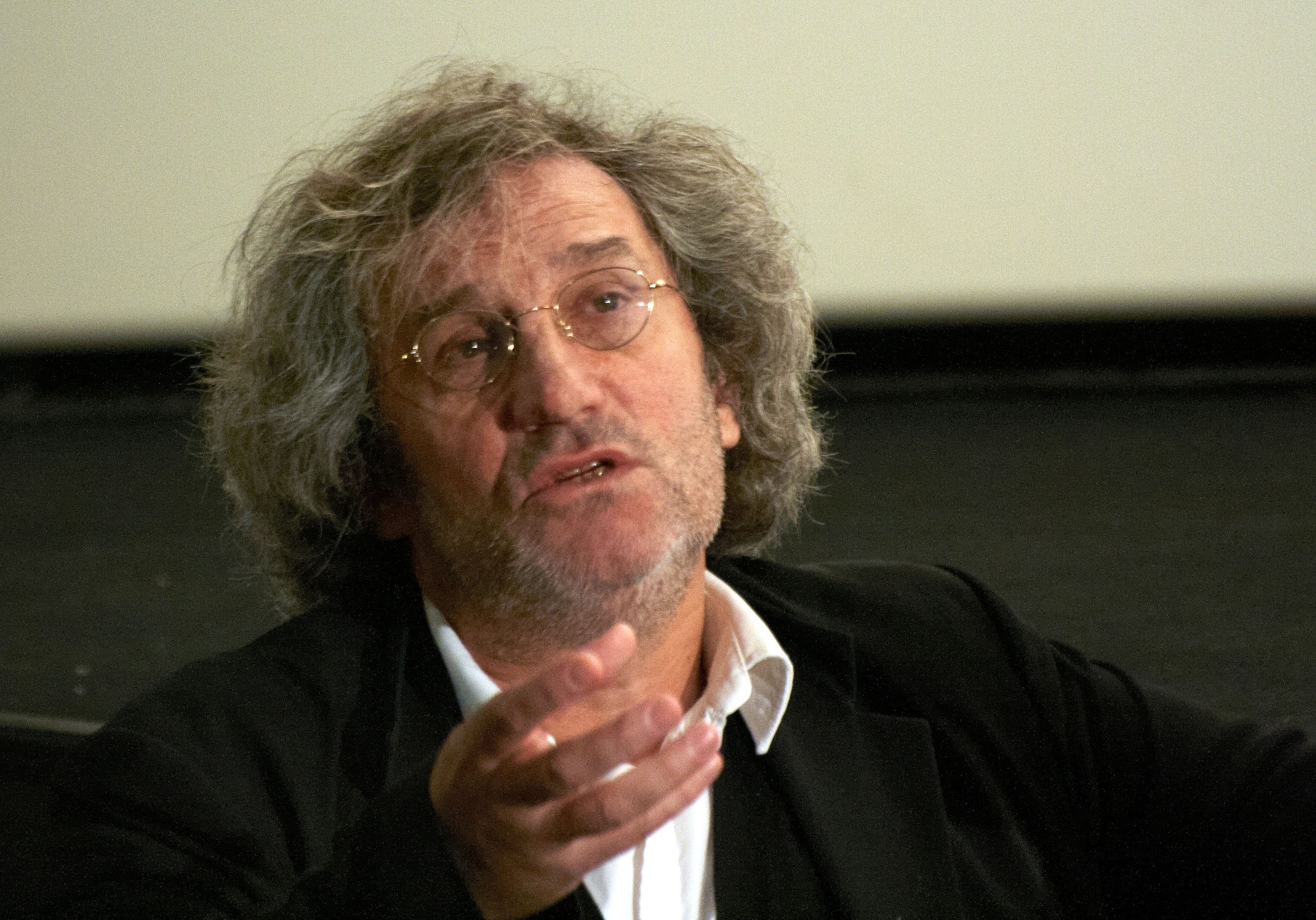
Philippe Garrel im Jahr 2008

Philippe Garrel (* 6. April 1948 in Boulogne-Billancourt) ist ein französischer Schauspieler, Drehbuchautor und Filmregisseur.

## Leben und Werk
Philippe Garrel wurde 1948 als Sohn des Schauspielers Maurice Garrel in Paris geboren. Bereits 1964 drehte er seinen ersten Film Lés enfants désaccordés, zu dem er auch das Drehbuch schrieb. Zu Berühmtheit gelangte er 1968 mit Marie pour mémoire, einem Film über eine schwangere junge Frau. 1969 lernte er die deutsche Sängerin Nico kennen, die in seinem Film Le lit de la vierge das Lied The Falconer sang. Mit Nico, die 1972 in seinem Film La cicatrice intérieure auftrat, lebte er bis 1979 zusammen. Seit den experimentellen Arbeiten der 70er Jahre entwickelt sich sein Werk zunehmend in Richtung des erzählenden Spielfilms. Schrieb er für seine früheren Filme meist alleine das Drehbuch, so arbeitet er seit Les baisers du secours (1989) mit dem Schriftsteller Marc Cholodenko zusammen.
Die drei wichtigsten Themen seiner Filme sind Liebe, Drogen und das Filmemachen selbst. In langen, sehr präzise gewählten Einstellungen beobachtet er die Interaktion seiner Charaktere mit ihrer Umwelt. J’entends plus la guitare zum Beispiel erzählt von einer Liebe unter den Bedingungen der Drogensucht, La naissance de l’amour von Zerfall und Neubildung der Beziehungen zweier Männer, eines Autors und eines Schauspielers, und Sauvage innocence von einem jungen Regisseur, der seinen ersten Film, der die Drogensucht anprangern soll, schließlich selbst mit Drogengeld finanzieren muss. Garrel arbeitet dabei mit zahlreichen bekannten Akteuren des französischen Kinos zusammen, vor und hinter der Kamera. Dazu zählen die Schauspieler Lou Castel, Catherine Deneuve und Jean-Pierre Léaud, ebenso wie der langjährige Kameramann Godards, Raoul Coutard.
Garrel ist Lehrer an der Hochschule für Film und Audiovision in Paris (La Fémis). In den 1980er-Jahren war er mit der Schauspielerin Brigitte Sy verheiratet. Die gemeinsamen Kinder Louis und Esther Garrel sind ebenfalls schauspielerisch tätig, ebenso Tochter Lena Garrel aus einer weiteren Beziehung. Die Familienmitglieder spielen häufig Rollen in Garrels Filmen, Louis zum Beispiel in Un été brûlant, der 2011 eine Einladung in den Wettbewerb der 68. Internationalen Filmfestspiele von Venedig erhielt, Esther und Lena Garrel zum Beispiel in Le grand chariot (2023).
2020 erhielt Garrel für den Spielfilm Das Salz der Tränen (Le sel des larmes) eine Einladung in den Wettbewerb der 70. Internationalen Filmfestspiele Berlin, drei Jahre später eine erneute Einladung zur Berlinale für Le grand chariot (2023).

## Filmografie
- 1964: Les enfants désaccordés
- 1965: Droit de visite
- 1967: Zwei Paare (Marie pour mémoire)
- 1968: Le révélateur
- 1968: La concentration
- 1968: Actua I
- 1968: Anémone
- 1969: Das Bett der Jungfrau (Le lit de la vierge)
- 1972: La cicatrice intérieure
- 1972: Athanor
- 1974: Les hautes solitudes
- 1975: Un ange passe
- 1976: Le berceau de cristal
- 1978: Voyage au jardin des morts
- 1979: Le bleu des origines
- 1982: Das verheimlichte Kind (L’enfant secret)
- 1983: Freiheit, die Nacht (Liberté, la nuit)
- 1984: Episode “Rue Fontaine” in Paris vu par… vingt ans après
- 1985: Sie stand so lange im Scheinwerferlicht (Elle a passé tant d’heures sous les sunlights…)
- 1988: Die Ministerien der Kunst (Les ministères de l’art)
- 1989: Triaden des Kusses (Les baisers de secours)
- 1991: Ich hör' nicht mehr die Gitarre (J’entends plus la guitare)
- 1993: Wenn Liebe entflammt (La naissance de l’amour)
- 1996: Le cœur fantôme
- 1999: Le vent de la nuit
- 2001: Sauvage innocence
- 2004: Unruhestifter (Les amants réguliers)
- 2008: Vor dem Morgengrauen (La Frontière de l'aube)
- 2011: Ein brennender Sommer (Un été brûlant)
- 2013: Eifersucht (La Jalousie)
- 2015: Im Schatten der Frauen (L'Ombre des Femmes)
- 2017: Liebhaber für einen Tag (L’Amant d'un jour)
- 2020: Das Salz der Tränen (Le sel des larmes)
- 2023: Le grand chariot

## Auszeichnungen
- 1982: wurde Garrel für den Film L’enfant secret mit dem Jean Vigo Preis ausgezeichnet.
- 1984: gewann er den Preis Perspectives du Cinéma auf den Filmfestspielen von Cannes für Nuit Liberté (1983).
- 1991: erhielt er auf den Filmfestspielen von Venedig für J'entends plus la guitare den Silbernen Löwen für die beste Regie.
- 1999: nahm er mit La vent de la nuit erneut im Wettbewerb der Filmfestspiele in Venedig teil.
- 2001: erhielt er für Sauvage innocence den FIPRESCI-Preis auf den Festspielen von Cannes.
- 2005: wurde er für Les amants réguliers mit seinem zweiten Silbernen Löwen sowie mit dem Louis-Delluc-Preis ausgezeichnet.
- 2006: gewann Garrel für Les amants réguliers im Rahmen des Europäischen Filmpreises den Europäischen FIPRESCI-Preis.
- 2023: wurde er für Le grand chariot mit dem Silbernen Bär der Internationalen Filmfestspiele Berlin für die Beste Regie ausgezeichnet